# Kaap Evans
Kaap Evans is een kaap op het eiland Ross, in de Rosszee bij Antarctica.
Kaap Evans ligt aan de zuidwestkust van Ross-eiland, aan de McMurdo Sound. Het is een lage, rotsachtige kaap in de vorm van een driehoek. Kaap Evans werd ontdekt tijdens de eerste tocht naar Antarctica (1901-1904) van de Engelse poolreiziger Robert Falcon Scott, die haar aanvankelijk The Skuary noemde. Tijdens zijn tweede expeditie naar het Zuidpoolgebied (1910-1913) bouwde Scott zijn basiskamp op deze locatie. Hij hernoemde bij die gelegenheid de kaap naar de Royal Navy-officier Edward Evans, de eerste stuurman van de Terra Nova, het schip dat Scott naar Ross-eiland had gebracht.
Nabij Kaap Evans liggen de Dellbridge-eilanden.